# Panteó de la Família Estorch-Massegur
El Panteó de la Família Estorch-Massegur és una obra d'Olot (Garrotxa). Malgrat que el panteó de la família Estorch-Massegur no es troba signat, sembla que l'obra va ser realitzada per l'escultor Miquel Blay a finals de segle xix o principis del XX.

## Descripció
Asseguda damunt un monòlit de pedra destaca la figura d'una noia, en molt mal estat de conservació. La jove està concebuda segons unes línies imposades per l'estil modernista català. Pensativa, sembla reflexionar sobre el sentit de la vida i de la mort, tractat amb dolcesa típica de l'estil de principis de segle. Va ser realitzada amb pedra. Una gran cadena de bronze tanca el conjunt.